# دان همفريز
دان همفريز (بالإنجليزية: Dan Humphries)‏ هو متزلج جماعي بريطاني، ولد في 27 أغسطس 1979.

## وصلات خارجية
- دان همفريز على موقع IBSF (الإنجليزية)
- دان همفريز على موقع أوليمبيديا (الإنجليزية)